# Янцено
Янцено (каз. Янцено) — упразднённое село в Кызылжарском районе Северо-Казахстанской области Казахстана. Упразднено в 2019 г. Входило в состав Светлопольского сельского округа. Код КАТО — 595065600.

## Население
В 1999 году население села составляло 57 человек (26 мужчин и 31 женщина). По данным переписи 2009 года, в селе проживало 6 человек (3 мужчины и 3 женщины).